# Lenka Zdeborová
Lenka Zdeborová (* 24. listopadu 1980, Plzeň) je česká fyzička a informatička, která aplikuje metody statistické fyziky na strojové učení a problémy splňování omezujících podmínek. Je profesorkou fyziky, informatiky a komunikačních systémů na EPFL (Švýcarský federální technologický institut v Lausanne).

## Vzdělání a kariéra
Zdeborová se narodila v Plzni. V roce 2004 získala magisterský titul z fyziky na Univerzitě Karlově a v roce 2008 absolvovala doktorát pod dvojím vedením na Univerzitě Karlově i na Univerzitě Paris-Sud. Jejími školiteli v doktorském studiu byli Václav Janiš na Univerzitě Karlově a Marc Mézard na Paris-Sud.
Po doktorském výzkumu v Centru pro nelineární studia Národní laboratoře v Los Alamos se v roce 2010 stala vědeckou pracovnicí francouzského Národního střediska pro vědecký výzkum (CNRS) a byla vyslána na Institut de Physique Theorique francouzské Komise pro alternativní energie a atomovou energii (CEA) v Paříži. V roce 2015 se také habilitovala na École normale supérieure. Od roku 2020 působí na EPFL (Švýcarský federální technologický institut v Lausanne) jako docentka fyziky, informatiky a komunikačních systémů na školách základních věd, informatiky a komunikačních věd (IC).

## Uznání
Zdeborová získala v roce 2014 bronzovou medaili CNRS. V roce 2016 jí École normale supérieure udělila cenu Philippa Meyera v oboru teoretické fyziky. V roce 2018 získala cenu Irène Joliot-Curie pro mladé vědkyně.